# Vera Krasnovová
Vera Ivanovna Krasnovová (rusky Вера Ивановна Краснова; * 3. dubna 1950 Omsk, Ruská SFSR) je bývalá sovětská rychlobruslařka.
Na mezinárodní scéně debutovala v roce 1968, roku 1969 se poprvé zúčastnila Mistrovství světa ve víceboji, kde skončila na 20. místě, startovala též na premiérovém ročníku Mistrovství světa ve sprintu 1970 (7. místo). Na Mistrovství Evropy debutovala v roce 1972 17. místem. Největšího úspěchu dosáhla na Zimních olympijských hrách v Sapporu, kde získala v závodě na 500 m stříbrnou medaili. V roce 1975 zůstala na světovém sprinterském šampionátu těsně pod stupni vítězů, neboť se umístila na čtvrtém místě. O rok později byla na trati 500 m na zimní olympiádě 1976 pátá. V dalších letech již startovala pouze na národních sovětských závodech a šampionátech, naposledy se na start postavila v prosinci 1978.